# یوکی کاجی
یوکی کاجی (انگلیسی: Yuki Kaji؛ زادهٔ ۳ سپتامبر ۱۹۸۵) صداپیشه، و خواننده اهل ژاپن است. وی از سال ۲۰۰۴ میلادی تاکنون مشغول فعالیت بوده است.
وی همچنین برندهٔ جوایزی همچون جایزه انیمه توکیو شده است.